# Poa fendleriana ssp. fendleriana
Poa fendleriana ssp. fendleriana là một phân loài cỏ trong họ hòa thảo, thuộc chi poa.